# Jan Willem van Borselen
Jan Willem van Borselen (Gouda, 20 september 1825 - Den Haag, 24 september 1892) was een Nederlands kunstschilder die behoorde tot de Haagse School.

## Leven en werk
Jan Willem van Borselen was een zoon van de onderwijzer en directeur van het Waalse weeshuis te 's-Gravenhage Pieter van Borselen en Cornelia van den Ing. Naast onderwijzer was zijn vader Pieter van Borselen ook een niet onverdienstelijk schilder van landschappen en stadsgezichten.

Op 13 mei 1863 trouwde hij te 's-Gravenhage met de toen twintigjarige Anna Josina Gerardina Doeleman
Jan Willem van Borselen was een leerling van zijn vader Pieter van Borselen en van Andreas Schelfhout. Théophile de Bock en Timotheus Wilhelmus Ouwerkerk behoorden tot zijn leerlingen. Van Borselen is vooral bekend om zijn winderige Hollandse polderlandschappen met water en bomen. Het Stadsmuseum Woerden bezit werk van Van Borselen en heeft in 2002 een tentoonstelling met de titel "Wind en Wilgen" aan hem gewijd. Ook het Amsterdamse rijksmuseum bezit werken van Van Borselen. Hij was lid van de Hollandsche Teekenmaatschappij en Pulchri Studio in Den Haag. Hij was bestuurslid van de Société Royale Belge des Aquarellistes en van het Koninklijk Genootschap van Nederlandsche Aquarellisten, waarvan hij medeoprichter was.

## Enkele werken van Jan Willem van Borselen
- Bij Schoonhoven (Rijksmuseum Amsterdam)
- Watertje onder bomen aan het einde van een bos (Rijksmuseum Amsterdam)
- Landschap bij Zoetermeer (Groninger Museum)
- Landschap nabij Gouda (Stadsmuseum Woerden)
- Meisje op landweg
- Gezicht op riviertje de Vlist
- Hengelaar bij molen
- Mensen in een boot met molens
- Strandgezicht
- Landschap bij Moordrecht
- Riviergezicht met enkele vissers bij ondergaande zon
- Boerderijtje aan het water

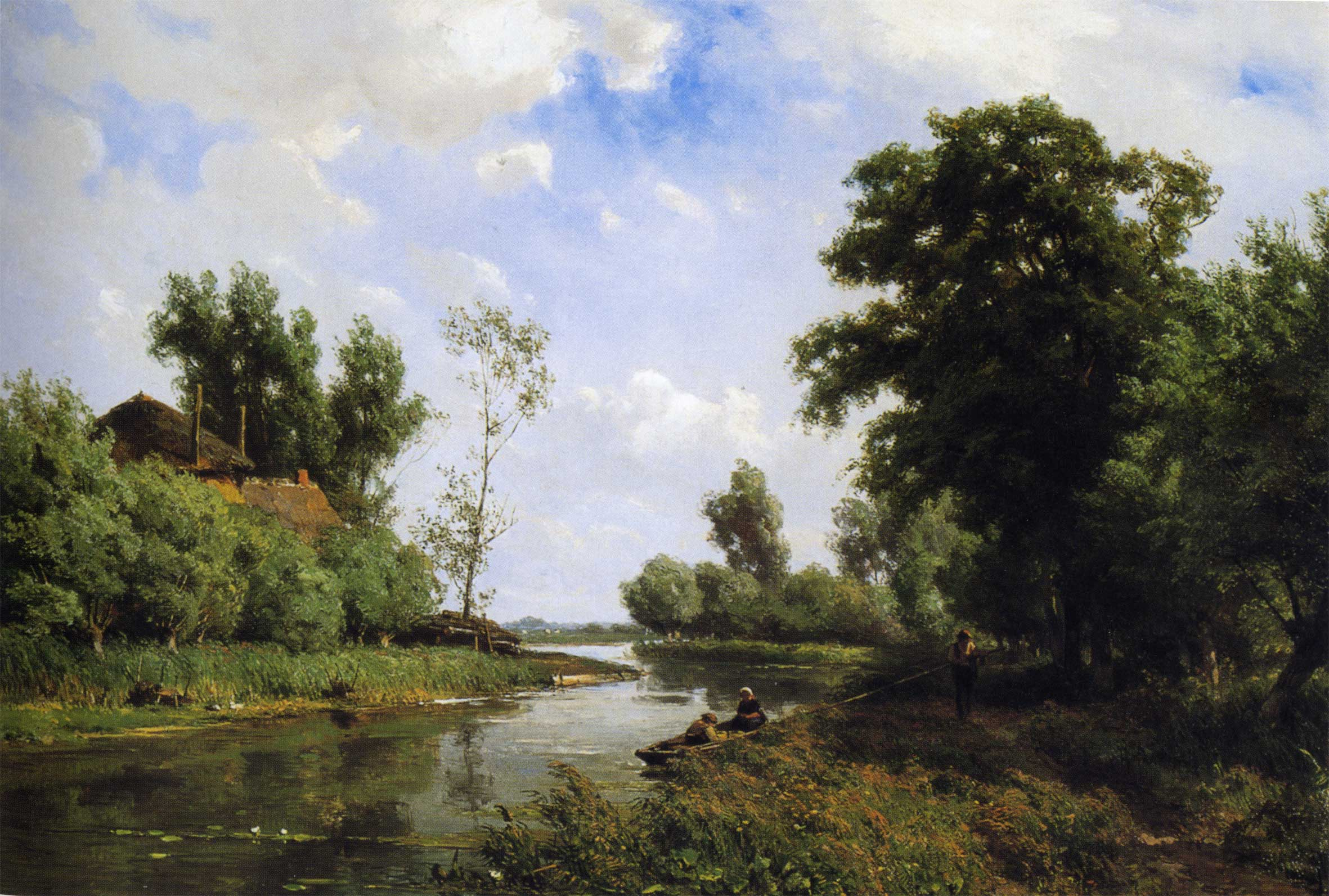
Gezicht op riviertje de Vlist
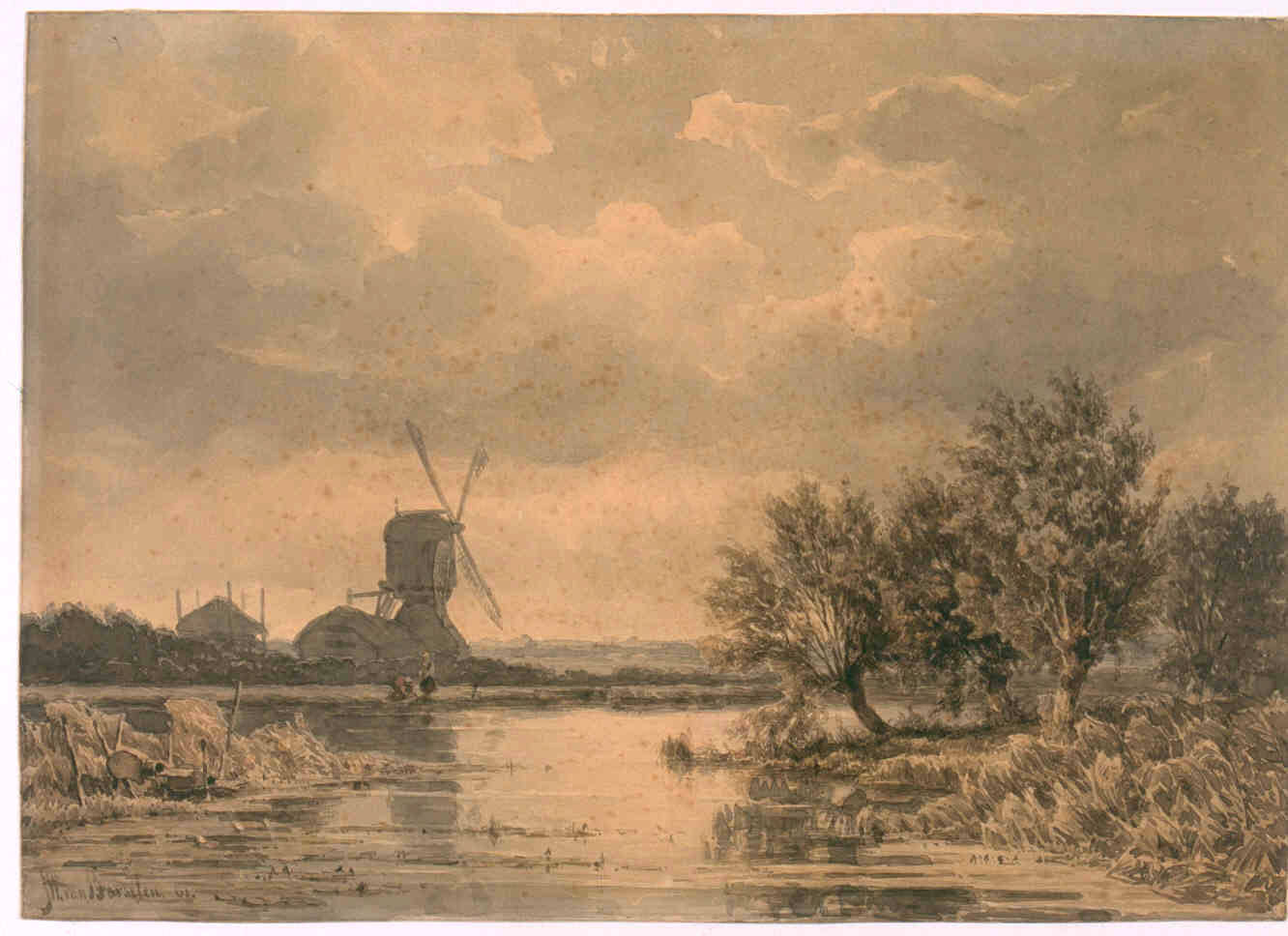
Standaardmolen en boerderij aan een plas, in de polder
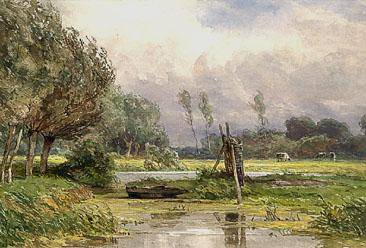
Landschap met enkele koeien
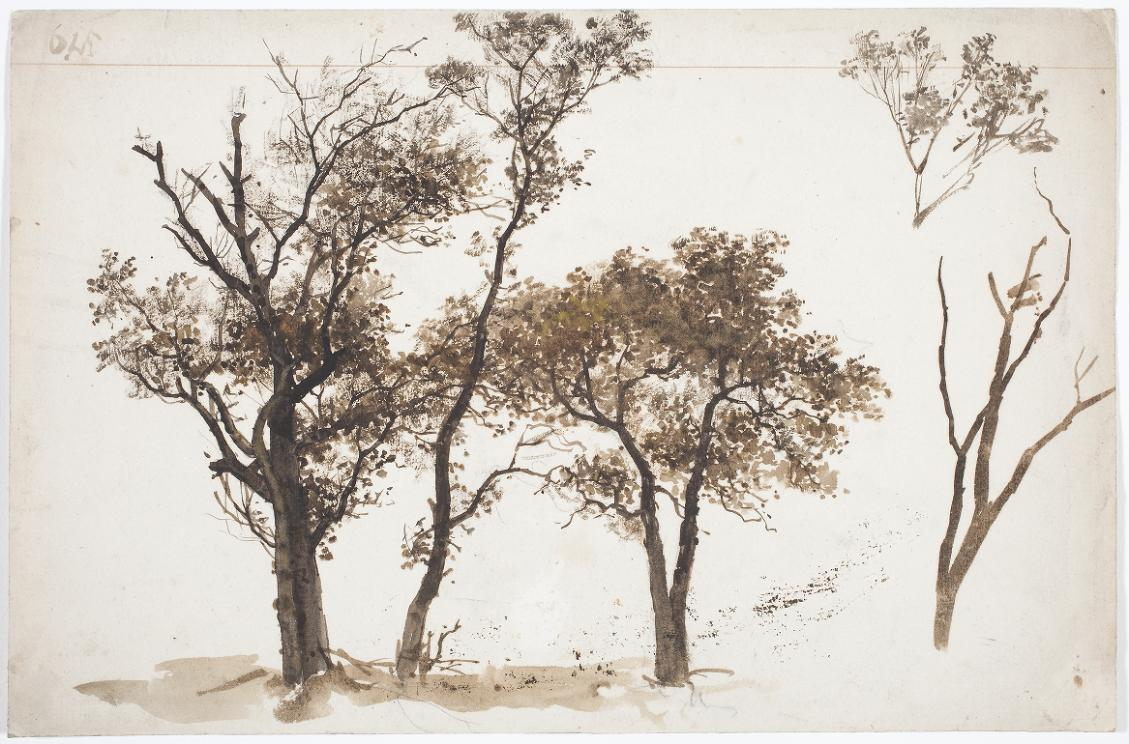
Bomengroep
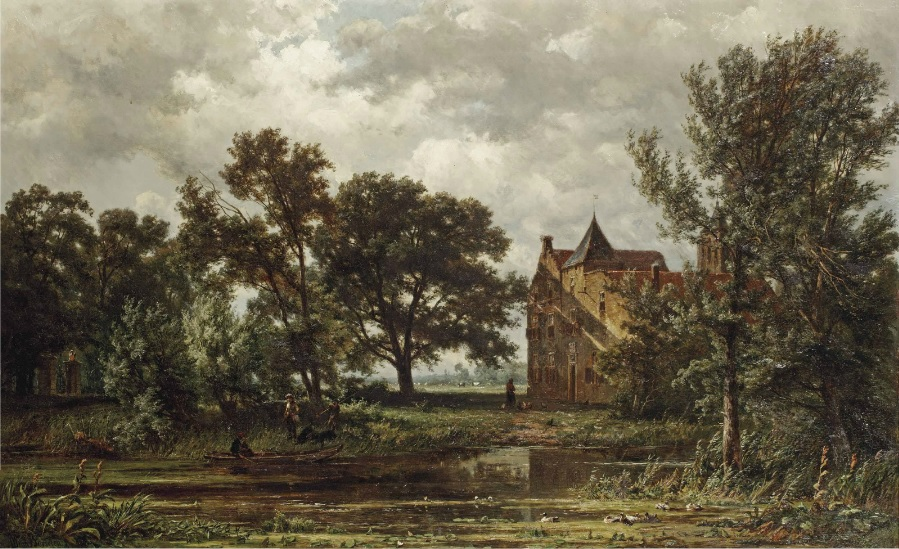
Figuren in landschap bij slot 's Heeraartsberg Bergambacht

- Biografisch Portaal: 04896963
- Digitale Bibliotheek voor de Nederlandse Letteren: bors021
- Gemeinsame Normdatei: 1057069493
- International Standard Name Identifier: 0000 0000 6708 4887
- Library of Congress Control Number: nr2002029991
- Nederlandse Thesaurus van Auteursnamen: 238483118
- RKD-Nederlands Instituut voor Kunstgeschiedenis: 10855
- Union List of Artist Names: 500031622
- Virtual International Authority File: 71328783
- WorldCat: E39PBJg8FxDqdT4RKDd83bqJDq